# Фюрстенфельдская хроника о деяниях князей
Фюрстенфельдская хроника о деяниях князей (лат. Monachi Fuerstenfeldensis Cronica de gestis principum a tempore Rudolfi regis usque ad tempora Ludwici imperatoris) — историческое сочинение, написанное ок. 1330 г. неизвестным по имени монахом цистерцианского монастыря в Фюрстенфельде (между Мюнхеном и Аугсбургом). Описывает события истории Священной Римской империи в 1273—1326 гг.

## Издания
- Geschichte Ludwigs des Bayern. Bd I. // Bayerische Chroniken des 14. Jahrhunderts. Stuttgart. Phaidon. 1987.

## Переводы на русский язык
- Фюрстенфельдская хроника о деяниях князей Ч. 1 — перевод А. Кулакова на сайте Восточной литературы
- Фюрстенфельдская хроника о деяниях князей Ч. 2 — перевод А. Кулакова на сайте Восточной литературы